# N3XT
N3XT – jest to trzeci studyjny album rumuńskiego duetu Morandi.

## Listy utworów
1. „Into the Blue”
2. „Angels (Love is the Answer)”
3. „Save me”
4. „Afrika”
5. „Hidin' from the Sun”
6. „Musica mi Liberted”
7. „Get High”
8. „Don't Look Back”
9. „Sun Goes Down”
10. „Oh My God”
11. „N3xt”
12. „The Last Tribe”
13. „Love is Tickling”
14. „Reality & Dreams”